# اتم مکعبی
اتم مکعبی (به انگلیسی: Cubical atom) گونه‌ای مدل‌سازی اولیه از اتم بود که در آن الکترون‌های اتم‌ها و مولکول‌های غیر قطبی در گوشه‌های یک مکعب فرض می‌شدند. این مدل در سال ۱۹۰۲ بوسیله گیلبرت لوویس پیشنهاد شد. شکل زیر این مدل را برای اتم‌های ردیف دو جدول تناوبی نشان می‌دهد:

## پیوند
بر پایه این مدل، پیوند یونی هنگامی رخ می‌دهد که یک الکترون از یک مکعب به دیگری برود (شکل A) و پیوند کووالانسی هنگامی رخ می‌دهد که دو اتم یک گوشه مکعب خود را به اشتراک بگذارند (شکل C). شکل B حالت بینابین این دو گونه پیوند را نشان می‌دهد.
پیوند دوگانه نیز هنگامی رخ می‌دهد که دو اتم یک وجه مکعبشان را به اشتراک بگذارند (چهار الکترون درگیر پیوند می‌شوند).
این مدل توانایی مدل‌سازی پیوند سه‌گانه را نداشت.
از دیگر ایرادهای این مدل این است که باید اتم‌ها هم‌اندازه باشند تا بتوانند با هم پیوند کووالانسی برقرار کنند و گوشه‌های دو مکعب بر هم منطبق شوند.
پس از پیشرفت مکانیک کوانتوم، این مدل کاربرد خود را از دست داد و با مدل‌سازی‌هایی که پایه آنها معادله شرودینگر بود جایگزین شد. 